# Sport Club Atlétiko Saliña
El Sport Club Atlétiko Saliña es un equipo de fútbol fundado en Saliña, Curazao. Desde 2023 jugará la Liga de Curazao Primera División por primera vez en su historia.

## Historia
Fue fundado en 2008 en Saliña, Curazao y en la temporada 2018 debutó en la Liga de Curazao Tercera División, en el cual terminaron en el 4.° lugar de la clasificación.
Hasta la temporada 2019-20 lograron coronarse campeones de la Tercera División y logrando su ascenso a la Liga de Curazao Segunda División.
En la temporada 2021 terminó 7.° lugar de la clasificación quedando eliminado en la ronda regular. Hasta la temporada 2022 lograron coronarse campeones de la Segunda División y logrando el ascenso a la Liga de Curazao Primera División por primera vez en su historia.

## Palmarés
- Liga de Curazao Segunda División: 1

2022
- Liga de Curazao Tercera División: 1

2020